# Vysshaya Liga 1994
La Vysshaya Liga 1994 fue la tercera edición de la máxima categoría del fútbol ruso desde la disolución de la Unión Soviética. El campeón fue el Spartak Moscú, que ganó su tercera liga consecutiva. El goleador fue Ígor Simuténkov del Dinamo Moscú.

## Tabla de posiciones
|  | Pos. | Equipo                    | Pts | PJ | PG | PE | PP | GF | GC | DG  |
|  | ---- | ------------------------- | --- | -- | -- | -- | -- | -- | -- | --- |
|  | 1.   | Spartak Moscú             | 50  | 30 | 21 | 8  | 1  | 73 | 21 | +52 |
|  | 2.   | Dinamo Moscú              | 39  | 30 | 13 | 13 | 4  | 55 | 35 | +20 |
|  | 3.   | Lokomotiv Moscú           | 36  | 30 | 12 | 12 | 6  | 49 | 28 | +21 |
|  | 4.   | Rotor                     | 36  | 30 | 10 | 16 | 4  | 39 | 23 | +16 |
|  | 5.   | Spartak Vladikavkaz       | 33  | 30 | 11 | 11 | 8  | 32 | 34 | -2  |
|  | 6.   | KAMAZ                     | 31  | 30 | 11 | 9  | 10 | 38 | 38 | 0   |
|  | 7.   | Tekstilshchik Kamyshin    | 30  | 30 | 12 | 6  | 12 | 32 | 36 | -4  |
|  | 8.   | Lokomotiv Nizhny Novgorod | 30  | 30 | 11 | 8  | 11 | 34 | 34 | 0   |
|  | 9.   | Zhemchuzhina-Sochi        | 27  | 30 | 8  | 11 | 11 | 44 | 48 | -4  |
|  | 10.  | CSKA Moscú                | 26  | 30 | 8  | 10 | 12 | 30 | 32 | -2  |
|  | 11.  | Torpedo Moscú             | 26  | 30 | 7  | 12 | 11 | 28 | 37 | -9  |
|  | 12.  | Tyumen                    | 24  | 30 | 7  | 10 | 13 | 24 | 49 | -25 |
|  | 13.  | Krylia Sovetov            | 24  | 30 | 6  | 12 | 12 | 30 | 51 | -21 |
|  | 14.  | Uralmash                  | 23  | 30 | 7  | 9  | 14 | 33 | 49 | -16 |
|  | 15.  | Dinamo de Stávropol       | 23  | 30 | 6  | 11 | 13 | 25 | 34 | -9  |
|  | 16.  | Lada                      | 22  | 30 | 6  | 10 | 14 | 24 | 41 | -17 |

Pts = Puntos; PJ = Partidos jugados; PG = Partidos ganados; PE = Partidos empatados; PP = Partidos perdidos; GF = Goles a favor; GC = Goles en contra; DG = Diferencia de gol
|  | Clasificado para la fase de grupos de la Liga de Campeones de la UEFA 1995-96                    |
|  | Clasificado para la primera ronda de la Recopa de Europa 1995-96                                 |
|  | Clasificado para la primera ronda de la Copa de la UEFA 1995-96 como campeón de la Copa de Rusia |
|  | Descendido a la Primera División 1995                                                            |

| Rusia                           |
| Campeón Spartak Moscú 3° título |

## Goleadores
21 goles
- Ígor Simuténkov (Dinamo Moscú)

20 goles
- Oleg Gárin (Lokomotiv Moscú)

12 goles
- Oleg Vereténnikov (Rotor)

10 goles
- Vladímir Beschástnyj (Spartak Moscú)

9 goles
- Vladímir Filimónov (Zhemchuzhina)
- Yuri Matvéyev (Uralmash)
- Vladímir Niederhaus (Rotor)
- Andréi Tíjonov (Spartak Moscú)

8 goles
- Andréi Afanásiev (Torpedo Moscú)
- Timur Bogatyriov (Zhemchuzhina)
- Dmitri Chéryshev (Dinamo Moscú)
- Yuri Kalitvintsev (Lokomotiv Nizhny Novgorod)
- Aleksandr Smirnov (Dinamo Moscú)